# Taphrocampa selenura
Taphrocampa selenura is een raderdiertjessoort uit de familie Notommatidae. De wetenschappelijke naam van deze soort is voor het eerst geldig gepubliceerd in 1887 door Gosse.